# マリオスクール
『マリオスクール』（MARIO SCHOOL）は、2000年10月5日から2001年3月29日までテレビ東京系列で放送されていた任天堂ゲーム機関連のゲームソフト情報バラエティ番組である。
『スーパーマリオクラブ』から続く任天堂関連のゲーム番組だが、本番組の制作はそれまで担当してきたマックスコムからテレビマンユニオンに変わった。このため、クイズコーナーの廃止など番組内容が従来と大きく異なっていた。

## 内容
前半は毎回、「スーパーじゅぎょう」と銘打って多方面で活躍する人たちを先生として迎え様々なテーマで授業を行う。マジックや写真、イラストや動物の仕付け、ものまねなどバラエティに富んでいた。この「スーパーじゅぎょう」には6～7人の小中学生の子役が生徒役として出演した。その中には平野綾や栩原楽人がいた。番組後期ではゲームを教えるお兄さん役として「ドンキー吉田」なるマリオ系ゲームの解説をする人物がレギュラーで出演し、ナレーションまで行なっていたのだが、実は番組スタッフだった当時無名のジャンクハンター吉田が番組予算削減のために担当していた。
後半は「スーパーマリオシリーズ」には欠かせないゲーム対決。ただ、この番組では小中学生の挑戦者とこのコーナーのみに登場するゲームマスターのCGキャラクターがゲームで対戦するという内容だった。また、随所に任天堂から発売される新作ゲームソフトの紹介も行われていた。

### 末期
番組末期は、小中学生同士の視聴者によるゲーム大会が主になった。
この番組の終了により、『スーパーマリオクラブ』から11年にわたり続いた任天堂提供ゲーム情報番組の歴史は幕を下ろした。なお同社提供によるこの枠はその後、翌2001年4月5日より遠藤久美子の司会による『マジック王国』に引き継がれている。
ジャンクハンター吉田によると、当時任天堂社長だった山内溥から、視聴率の低さを理由に打ち切りの話しがあったという。

### 最終回
最終回は、過去の放送を振り返る総集編と視聴者によるゲーム大会を放送した。
『スーパーマリオクラブ』以来司会を全て務めてきた渡辺徹は、最終回のエンディングでテレビの前の子供たちに対し「これからもゲームを通して、いっぱい友達を作ってください」と語り、番組を締めくくった。

## 放送時間
- 毎週木曜日 18:30～19:00

## 出演者

### 司会
- 渡辺徹
- こずえ鈴（現：フリーディア）

### ナレーター
- 石川英郎
- アメリカザリガニ

## テーマ曲

### オープニング
- 戸田誠司『Jumping Start』

### エンディング
- HEADS『Gooood or Bad!』（2000年10月5日～12月29日）
- METAMO『アイドルの憂鬱』（2001年1月4日～3月29日）

## スタッフ
- 構成：柴崎明久
- ディレクター：大澤嘉工、西山嘉和
- 演出：鈴木弘之
- プロデューサー：都築博（テレビ東京）[4]、碓井広義（テレビマンユニオン）
- 製作著作：テレビ東京、テレビマンユニオン